# 克謨拉
克謨拉（英文：Cumorah）是《摩門經》裡面說約有25萬尼腓人士兵在與拉曼人的最後戰爭中戰死的地方。該地也被稱為摩門山崗（英文：Mormon Hill）或拉瑪（Ramah）。根據耶穌基督後期聖徒教會創始人 Joseph Smith, Jr. （小斯密約瑟）的說法，這是許多尼腓紀錄片和其他文物藏在山洞裡的地方。《摩門經》將克謨拉山崗指向拉瑪，也就是最後耶銳特人的戰爭發生的地點。此地點是在靠近斯密約瑟家鄉美國紐約州西部的曼徹斯特鎮的一個小山丘。它的名字可能是斯密約瑟或 Oliver Cowdery （考得里奧利佛）取的。克謨拉山崗是摩門教和後期聖徒運動重要的歷史地點。

## 克謨拉山崗的地點

### 《摩門經》
在《摩門經》中，「克謨拉」一詞被提起了六次，其中五次是在摩門書第６章，另一次是摩門書第8章。根據《摩門經》，摩門是尼腓片的保存者。尼腓人和拉曼人先前有許多戰爭，而尼腓人幾乎完全被拉曼人摧毀。於是摩門「寫了一封書信給拉曼人的國王，要求他允許我們將我們的人民集合到靠近一座叫做克謨拉山崗的克謨拉地，使我們好在那裏和他們作戰」。
拉曼人的領袖同意了，且所有的尼腓人都聚集在一起，包括了他們的女人和孩子。摩門寫道：「三百八十四年過去後，我們已把所有我們剩下的人民集合到克謨拉地」。摩門然後將所有關於他的人民的紀錄藏在山裡，除了他現在在寫的這一片。他後來將它交給了他的兒子摩羅乃。
拉曼人然後攻擊了尼腓人，尼腓人是由23個人領導的，這些人每人領導一萬人的隊伍。在戰爭結束後，「所有我的人民，除了那和我在一起的二十四人，一些逃進南部地區的，和一些投向拉曼人的人外，都被砍倒了」。因為這個結果在敘述時這些「一萬（男）人」的隊伍並和被殺的「所有我的人民（包括女人和小孩）」相關聯，摩門學者據此估計雙方加起來（加上女人和小孩）大約共有一百萬人在這場戰役中死在克謨拉山崗。
摩門然後紀錄了他對他的人民的哀嘆以及紀錄了他給將來會讀他的紀錄的人的訊息，之後他再把紀錄交給他的兒子摩羅乃。摩羅乃紀錄：「在克謨拉大而可怕的戰役後，那些已逃進南部地區的尼腓人被拉曼人搜索著，直到他們都被消滅了。我的父親也被他們殺死了，我竟孤獨地留下來寫我人民毀滅的悲慘故事」。
摩羅乃在他的人民亡族後又活了幾年。他翻譯修剪了耶銳特人的頁片紀錄，記載在他保存的頁片上，成了《摩門經》中的以太書。在這個過程中他寫到：「柯林德茂的軍隊在雷瑪山岡附近安了營；就是我父親摩門為主隱藏那些神聖記錄的山崗」。這裡說明了克謨拉山崗也是耶銳特人打他們的最後一場戰役的地方。
在《摩門經》中早一點的的記載，在阿爾瑪書中，這片地區被稱為「荒蕪」，即「那曾有人居住但已被毀滅的地方，那些人們的骨骸我們曾講起過」。該地區是在柴雷罕拉以北。

### 美國紐約州

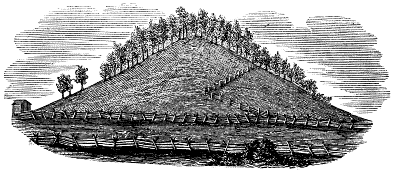
一個1841年克謨拉的雕版畫（面向南面）, 斯密約瑟說一位名叫摩羅乃的天使在那座小山丘的西側靠近頂端的地方給了他金頁片

在美國紐約上州的克謨拉山崗是斯密約瑟宣稱發現金頁片的地方，他宣稱從這些金頁片他翻譯出《摩門經》。斯密約瑟寫道：
在山崗的西側，從頂部不遠的地方，在一塊有相當尺寸的石頭下面，放置著《摩門經》的頁片，在一個石盒裡面。
在1823年至1827年間，斯密約瑟宣稱因著包括摩羅乃在內的「聖天使們」的指示在每年秋分時（9月21-24日間）拜訪克謨拉山崗。斯密約瑟說他終於在1827年9月22日取得摩門的紀錄。直到1829年6月以前沒有人看過真正的頁片，甚至在那之後也只有幾個人看過。
這座當時尚未命名的山崗距離斯密約瑟的老家只有幾英里遠，當時是當地的一個農夫 Alonzo Sanders 的農場的一部分。這個農場是距離紐約州 Palmyra （拋邁拉）南方4英里的地方，是從拋邁拉往紐約州的曼徹斯特方向靠近 Canandaigua 附近，並距離 Carangrie 小溪和 Clyde 河不遠的地方。根據地質學家的說法該山丘是在冰河時期結束冰河消退時產生，從周圍谷地凸壟起約110英尺。
即使摩門教信徒從1829年就開始稱這個小山丘叫克謨拉山崗，當地居民在1920年代耶穌基督後期聖徒教會買下該地之前稱之為「摩門山崗」或「摩門聖經山崗」。當時的教會總會會長是先知 Heber J. Grant。購買過程包括兩個交易，一個是「Inglis 農場」，另一個是「Sexton 農場」。Inglis 農場佔地96英畝，包括了克謨拉山崗西側和 Canandaigua-Palmyra 路的兩邊。另外187英畝的 Sexton 農場則是由 Pliny T. Sexton 的子孫手中購得的，該農場先前稱為「摩門山崗農場」，佔有克謨拉山崗剩下的部分。

### 沒有考古學證據
在後期聖徒運動產生的宗派裡面對位於美國紐約州境內的克謨拉山是否就是《摩門經》中所提的克謨拉山，以及是否應該被視為斯密約瑟找到金葉片的地點上有分歧的意見。然而，該片地區沒有任何考古學上面的證據指出有像《摩門經》中所說的如此大規模的戰爭遺跡。 
我們開到了克謨拉地，在克謨拉山岡的周圍搭起了我們的帳幕；那是在一個有許多水流，河川，和泉水的地方；這裏我們有獲得比拉曼人佔優勢的希望。——《摩門經》摩門書6章4節
斯密約瑟和考得里奧利佛宣稱在異象中看到克謨拉山崗中的一個洞穴。在那個洞穴裡面有歷史記錄的頁片以及其他包括拉班的劍和烏陵和土明的文物。這樣子的洞穴不會出現在這樣的小土丘上。對於《摩門經》的考古工作偏向假定這個異象或洞穴可能是在古代中美洲的山裡。摩門教考古學家已經在中美洲辨識出數個可能的克謨拉。
至今，耶穌基督後期聖徒教會總會堅稱克謨拉山崗在今天的美國紐約州，並在該地區擁有大片的土地、遊客中心以及舉辦每年夏天的露天歷史劇場。 懷疑論者則指出教會既然在該地擁有大片土地且又堅稱克謨拉即是在該片土地上，何不在自己的土地上找出過往數十萬尼腓人和拉曼人戰鬥的遺跡以證實《摩門經》之真實性。

## 露天歷史劇
現在在美國紐約州 Palmyra （拋邁拉）由耶穌基督後期聖徒教會擁有的283英畝的土地上每年上演克謨拉山崗露天歷史劇。這是個每年七月初左右的大型戶外的劇院式演出，公眾免費入場，每年都吸引大筆人潮。

## 外部連結
- 克謨拉露天歷史劇官方網站
- 克謨拉露天歷史劇前任演員網站：克謨拉山崗 .net （页面存档备份，存于） 和 克謨拉山崗 .info
- 《Encounters with Cumorah: A Selective, Personal Bibliography（遇見克謨拉：一個選擇性的人物性格化的參考書目）》
- 《教會史》卷1 （页面存档备份，存于）
- 《Early Days of Mormonism（早期摩門主義）》 （页面存档备份，存于），Frederic G. Mather (1844-1925) 著，刊於《Lippincott's Magazine》卷26第152期 （美國費城 J. B. Lippincott 出版，1880年8月）

## 註腳
1. ↑  《摩門經》摩門書6章2節
2. ↑  《摩門經》摩門書6章5節
3. ↑  《摩門經》摩門書6章6節
4. ↑  《摩門經》摩門書6章9-15節
5. ↑  《摩門經》摩門書6章15節
6. ↑  《摩門經》摩門書8章2-3節
7. ↑  《摩門經》以太書15章11節
8. ↑  《摩門經》阿爾瑪書22章30節
9. ↑  英文原文：On the west side of this hill, not far from the top, under a stone of considerable size, lay the plates of the Book of Mormon, deposited in a stone box.